# Grabow (Meclemburgo-Pomerania Anteriore)
Grabow è una città nel Meclemburgo-Pomerania Anteriore, in Germania.

Appartiene al circondario di Ludwigslust-Parchim ed è capoluogo dell'Amt Grabow.
Qua nacque il nobile Luigi di Meclemburgo-Schwerin.

## Storia
Il 1º gennaio 2016 venne aggregato alla città di Grabow il soppresso comune di Steesow.